# Coshiva
Coshiva (bürgerlich Daniela Eva Wimmer, * 18. Juli 1977 in Hallein, Salzburg) ist eine österreichische Musikerin. Dabei betätigt sie sich im Gesang, als Songwriterin sowie als Pianistin im Bereich Pop-Folk.

## Leben
2003 erschien ihre Debütsingle Leaving Today in Österreich und Deutschland, 2004 folgte die Weihnachtssingle It’s Christmas Time (produziert von Christian Kolonovits). Nach Abschluss ihres Studiums komponierte Coshiva Songs für den österreichischen Kinofilm Spiele Leben und trat als Vorgruppe der Sugababes und auf verschiedenen Festivals (FM4-Frequency 2004, Donauinselfest 2006) auf.
Die Single Butterfly erreichte die österreichischen Singlecharts. Die Butterfly-Tournee ging 2008 durch Österreich, weiters trat sie als Supportact von James Morisson auf. Im Oktober 2008 folgte die Single Presence of Vienna, für die sie den Young Artist Music Award 2009 erhielt, und die dritte Single No No No. Ebenfalls 2009 wurde sie mit dem Austrian Newcomer Award 2009 ausgezeichnet.
2010 wurde das Album Butterfly in Deutschland veröffentlicht. Es folgt eine Unplugged-Tour. Die Single Sunday Afternoon erreichte die österreichischen Singlecharts. 2013 präsentierte sie in Wien ihr drittes Studioalbum One by One. Im selben Jahr veröffentlichte die Dub-Band Dubblestandart das Album Woman in Dub, zu dem Coshiva zwei Songs beisteuerte. 2014 wurde One By One in der Kategorie Best Engineered Album mit dem Amadeus Austrian Music Award ausgezeichnet.
Anlässlich der Acoustique Europatour 2014 der Band Foreigner trat Coshiva in Deutschland im Vorprogramm auf. Ihre Single „Soak Up The Fun“ ist der Kampagnensong 2014 für UNICEF gegen Mangelernährung in einem Spot mit dem deutschen NBA Basketballstar Dirk Nowitzki. 2015 präsentierte sie ihre vierte Singleauskopplung „One By One“. Bei den Dreharbeiten zum Musikvideo war sie hochschwanger.

## Diskografie

### Alben
- 2003: Thousand Miles Away
- 2008: Butterfly
- 2013: One by One

### Singles
- 2003: Leaving Today
- 2004: It’s Christmas Time
- 2008: Butterfly
- 2008: Presence of Vienna
- 2009: No No No
- 2012: Sunday Afternoon
- 2013: Soak up the Fun
- 2013: Big Balloon
- 2013: Snowflake
- 2015: One By One

## Auszeichnungen
- 2014:  Amadeus Austrian Music Award in der Kategorie 'Best Engineered Album' (One By One)
- 2009 Austrian Newcomer Award (Butterfly)
- 2009: Young Austrian Music Award (Presence of Vienna)[10]